# Kathryn Day
Kathryn Day (nascida Bouleyn) é uma cantora de ópera estadunidense. Kathryn tem uma carreira internacional de cinco décadas. Nas décadas de 1970 e 1980, ela começou sua carreira como cantora usando o nome de Kathryn Bouleyn, participando em empresas como a Ópera de Nova York, a Ópera de São Francisco, e o Teatro de Ópera de Saint Louis. Com esta última instituição, desenvolveu o papel de Cora na estreia mundial de Stephen Paulus' O Carteiro toca Sempre Duas vezes (1982).
Na década de 1990, reorientou sua carreira e passou a se dedicar a funções de mezzo-soprano, com o auxílio de empresas como as de Seattle Opera e a Opera de Montréal. Em 2003 ela retratou Jeanne Loiuse de Pontalba na estreia mundial de Thea Musgrave Pontalba na Ópera de Nova Orleans. Ela tem sido, desde 2005, uma presença regular no Metropolitan Opera, principalmente em funções comprimário. Também já apareceu em várias transmissões do Metropolitan Opera Live em HD. Por vezes tem sido anunciada como Kathryn Bouleyn Day.

## Educação e início de carreira como uma soprano
Nascida na Filadélfia, Day estudou na Jacobs Escola de Música na Universidade de Indiana e no Curtis Institute of Music, onde foi aluna de Margaret Harshaw. Ela ficou em terceiro lugar na final do Metropolitan Opera Conselho Nacional de Audições em 1973, o que levou a sua estreia no Metropolitan Opera House, em 25 de Março de 1973, cantando "Come scoglio" a partir de Così fan tutte e "Canção da Lua" de Rusalka. Em 1972, estreiou na ópera profissional com a Companhia de Ópera de Pensilvânia como Violetta La traviata. Nesse mesmo ano, ela foi a soprano solista, de Verdi Requiem com o Mendelssohn Clube. Em 1973, ela retratou Mimi em La bohème e Violetta com o Little Lyric Opera Company na Filadélfia. Em 1974, ela fez a sua estreia com a empresa Lírica de Philadelphia como Nella em Gianni Schicchi.
Em 1975, Day cantou em Rusalka para a estreia da ópera nos Estados Unidos, e também estreiou com a companhia San Diego Opera. Mais tarde, ela voltou para San Diego como Ninetta no O Amor das Três Laranjas (1978), Nanetta em Falstaff (1978), Tatiana em Eugene Onegin (1985) e Condessa Almaviva em As bodas de Fígaro (1986). Em 1977, ela fez a sua estreia na Ópera de São Francisco (SFO) como Bubikopf em Viktor Ullmann Der Kaiser von Atlantis. Ela já voltou para a O.F.S. em Clorinda, em Monteverdi do Il combattimento di Tancredi e Clorinda (1977), o Terceiro Norn em Götterdämmerung (1985, 1990), e Gutrune em Götterdämmerung (1985). Ela também cantou, em 1984, Tatiana para a sua estreia na Long Beach Opera.
Em 1976 Day fez a sua estreia no Carnegie Hall como a soprano solista em Florent Schmitt Salmo 47 com a Orquestra de Filadélfia do maestro Eugene Ormandy. Em 1977, ela fez a sua estreia no Santa Fe Opera como Anaide na estreia nos Estados Unidos de Nino Rota Il cappello di paglia di Firenze. Em 1979, ela interpretou o papel de Servilia em Mozart, La clemenza di Tito no Avery Fisher Hall para a Mostly Mozart Festival, e fez a sua estreia no New York City Opera (NYCO) como Valencienne em A Viúva Alegre. Em dezembro de 1979 ela foi soprano solista em Handel Messias com Música Sacra do maestro Richard Westenburg no Lincoln Center. No ano seguinte, ela realizou o mesmo trabalho com o Oratório da Sociedade de Nova Iorque com a batuta do condutor Lyndon Woodside no Carnegie Hall.
Em 1980, Day era a soprano solista em Beethoven, a Missa Solemnis com o New York Coral Society no Carnegie Hall. Nesse mesmo ano, ela interpretou Rosina na estreia estadunidense de Joseph Haydn La vera costanza no Festival Caramoor, e teve o papel de Number 1 no Conrad Susa Transformações no Festival de Spoleto dos EUA. Depois, voltou para o teatro NYCO como Princesa Margaret, em The Student Prince. Em 1981, ela apareceu no Teatro da Ópera de Saint Louis (OTSL) como Fennimore na estreia de Frederick Delius' Fennimore e Gerda nos Estados Unidos. Também fez a sua estreia com a companhia de Teatro de Ópera da Pensilvânia como a Condessa de Almaviva, e fez a sua estreia europeia no Ópera Holandesa no papel-título de The cunning little Vixen.
Day voltou, em 1982 ,para o OTSL, para criar o papel de Cora na estreia mundial de Stephen Paulus' O Carteiro toca Sempre Duas vezes. Ela também voltou para o NYCO em 1982, para retratar a Condessa Almaviva para Alan Tito  Conde. Em 1983, ela cantou Tatyana para Thomas Allen Eugene Onegin no Festival de Ottawa, e em 1984, ela foi Mimi para Tonio di Paolo Rodolfo no Companhia Nacional de Ópera do Canadá. Em 1985, ela foi solista de Bach Paixão segundo São Mateus, BWV 244 com a Orquestra de São Lucas e o American Boychoir do maestro John Nelson. Em 1986, ela retratou Sieglinde em Die Valkyrie no Artpark, perto das cataratas do Niágara. Em 1987 ela voltou para o NYCO como Santuzza em Cavalleria Rusticana, e fez a sua estreia no Metropolitan Opera como Vitélia em La clemenza di Tito. Em 1988 ela fez a sua estreia no Ópera Nacional Galesa como Tatiana em Eugene Onegin e a sua estreia no Scottish Opera como Donna Elvira como Don Giovanni. Em 1989 ela cantou Leonore em Beethoven, Fidelio , no Theater Basel.

## Carreira como mezzo-soprano mais tarde
Em 1990, Day cantou na Ópera de Nice e fez a sua estreia no Seattle Opera como Vênus em Tannhäuser. Ela voltou para Seattle muitas vezes desde então, retratando tais funções como Giulietta em Os Contos de Hoffmann (1990), Leonore em Fidelio (1991), Ortrud em Lohengrin (1994), Azucenna em Il trovatore (1997), e Ulrica em Un ballo in maschera (2002). Em 1992 ela foi a soprano solista em Rossini, Petite messe solennelle com o Philadelphia Cantores. Ela voltou para o OTSL como Kabanicha em Káťa Kabanová (1998) e Marcellina, em As bodas de Fígaro (1999). Em 1999, ela apareceu na Ópera de Montreal como Herodias em Richard Strauss Salomé e como Madelon em Andrea Chénier, no Baltimore Ópera.
Em 2000, Day voltou para o NYCO como Princesa Clarissa em O Amor das Três Laranjas e voltou para San Diego como Açucena. Nesse mesmo ano ela interpretou o papel de La Cieca em La Gioconda com o Colegiado Coral e a Orquestra de São Lucas está a batuta de Robert Graves no Carnegie Hall. Em 2002, ela retratou Suzuki em Madama Butterfly na Ópera de Montréal. Ela voltou para Long Beach Opera como Clytemnestra em Strauss Elektra (2001) e Buryjovka em Janáček do Jenůfa. Em 2003, ela criou a função de Jeanne Loiuse de Pontalba na estreia mundial de Thea Musgrave Pontalba na Nova Orleans Ópera. Nesse mesmo an,o ela interpretou a Sra. Roucher em Jake Heggie do Homem Morto Caminhando com a Ópera Lírica de Austin. Em 2004, ela teve a Sra McLean em Floyd Susannah em Chautauqua Ópera. Em 2005, ela apareceu na Ópera de Boston como Goody Proctor na Ala Robert O Cadinho e voltou para o Festival de Spoleto, como A fada verde em Respighi do La bella dormente nel bosco. Ela voltou para a Chautauqua Opera em 2006, como A Velha Baronesa de Samuel Barber Vanessa.
Day, em 1995, voltou para o Met em performances de Ascensão e Queda da Cidade de Mahagonny. Depois de uma década de longa ausência, ela voltou para a actuação de Káťa Kabanová, em 2005, como Glasa. Ela tem sido um artista com a empresa desde então, aparecendo em produções de Rigoletto (2005-2006 e 2009-2011, Giovanna), La traviata (2006-2010, Annina), A Flauta Mágica (2006, a 3ª Senhora), Jenůfa (2007, o Prefeito da Esposa), Die ägyptische Helena (2007, Elf), Guerra e Paz (2007 a 2008, empregada doméstica), O Jogador (2008, Suspeito Velha Senhora), A Rainha de Espadas (2008 E 2011, Governanta), Thaïs (2008, Albine), Elektra (2009, Servindo Mulher), O Nariz (2010 e 2013, Respeitável Senhora), e Manon (2012 e 2015, empregada de limpeza).
Em 2012, Day retratou Suzuki em Madama Butterfly na Portland Ópera. Em 2013, ela apareceu como a Sra Sedley em Peter Grimes na Metro Ópera de Des Moines. Em 2014, ela interpretou o papel de Bronka em Mieczysław Weinberg O Passageiro do maestro Patrick Verões na Houston Grand Opera. Ela está programada para repetir o papel da Bronka na Florida Grand Opera em 2016.